# トレチェント音楽
トレチェント音楽は、14世紀に北イタリアで発生し、発展したイタリア最初で独自の多声音楽文化。イタリア語で「300」を意味するトレチェント（trecento）、つまり「1300年代」を指す名前が冠されている。フランスのアルス・ノーヴァ、アルス・スブティリオル期に対応する。著名な作曲家としては、フランチェスコ・ランディーニが挙げられる。これらのトレチェントの音楽は、同時代のフランス音楽であるアルス・ノーヴァが、イソリズムなどリズムを重視したのに対し、旋律を重視したことに特徴がある。

## 概要
北イタリアのロンバルディア地方はフランス圏との流通経路に当たるために、早くから南フランスのトルバドゥール文化の影響を受けて、13世紀にはトロヴァトーレ（trovatore）と呼ばれるイタリア独自の吟遊詩人達の活動が活発であった事が知られている。彼らの曲は即興的であったためか、ほとんど残されていないが、その詩の形態は明らかにトルバドゥールの影響を受けていた。そしてその中でも特に、トレチェント音楽家達に並んで肖像画が描かれている同時期のボローニャの写本が示すように、俗語でありながら非常に巧妙な詩を書いたアルナウト・ダニエルの存在は大きかったらしい。それはダンテがその『神曲』の中でグイド・グィニッツェッリ（清新体派の祖とされる詩人、1230年頃 - 1276年頃）の言葉を借りて評していることでもわかる。
トレチェント音楽の詩の内容はこれらの伝統を受け継ぎ、狩り、田園、恋愛が多くを占め、またこの辺りを遍歴していたペトラルカの影響も大きかったようである。多声化への影響としては、確たる証拠は見つかっていないが、フランス王の使者としてアヴィニョン教皇庁に出入りしていたとされるフィリップ・ド・ヴィトリの音楽が、この教皇庁を支持していたミラノの宮廷に紹介されていた可能性は否定できない（イソリズムこそ用いていないが、初期の作曲家の作品には既に幾つかのモテットが存在する）。
トレチェント音楽は、ミラノのヴィスコンティ家などの特定の宮廷文化として花開いた初期、フィレンツェを中心として裕福な市民階級に広がりを見せた盛期、ローマとアヴィニョンの教皇庁同士の音楽趣味の競い合いからアルス・スブティリオルを採り込んで技巧に走り、特定のパトロン達に依存するようになって、結局は15世紀の初頭にフランドル楽派に道を譲った末期に分ける事が出来る。その後16世紀半ばまでイタリア人音楽家は流行歌のフロットラやラウダを作る事に埋没し、その間は著名な作品も作曲家も現れることはなかった。
- 1320年に書かれたマルケット・ダ・パドヴァの定量音楽論の理論書では、ナポリのアンジュー家の宮廷でフランスの多声音楽が演奏されていることに言及して賞賛していることから、この時期はまだトレチェントの多声音楽は生まれていなかったと思われる。

- 1332年のアントニオ・ダ・テンポの音律法の理論書の中で、既に毎日のように多声マドリガーレが演奏されているとの記述があり、1320年代後半から作られるようになったと推測される。初期の作曲家としては、恐らく記録に残る中で一番初期の人物と思われるマギステル・ピエーロ（Magister Piero, 活動：1330年頃 - 1350年頃）、そしてヴェローナの宮廷で互いに競い合ったと思われるジョヴァンニ・ダ・カッシャ（Giovanni da Cascia, 活動：1340年頃 - 1350年頃）とヤコポ・ダ・ボローニャ（Jacopo da Bologna, 活動：1340年頃 - 1360年頃）が知られており、いずれもミラノの宮廷と深い関わりがあったらしい。また音楽形式としてはトルバドゥールの伝統を受け継ぐマドリガーレ（中世マドリガーレ）やカッチャが主体であった。

- 盛期の作曲家としてはフィレンツェのゲラルデッロ・ダ・フィレンツェ（Gherardello da Firenze, 1320/25年 - 1362/63年）、ロレンツォ・ダ・フィレンツェ（Lorenzo da Firenze, 活動：1350年頃 - 1370年頃）、そして特に、ロレンツォに師事したと思われるフランチェスコ・ランディーニ（Francesco Landini, 1325年頃 - 1397年）が活躍した。後者は名オルガニストそしてペトラルカに賞賛された詩人としても知られ、またマドリガーレをやめ、より自由な形式であるバッラータを主体に曲を作った。

- 末期の作曲者としては、ローマやボローニャの教皇領で活躍したアントニオ・ザッカーラ・ダ・テーラモ（マギステル・ザカリアス、Antonius Zachara da Teramo（Magister Zacharias）, 活動：1380年頃 - 1415年頃）やバルトロメオ・ダ・ボローニャ（Bartolomeo da Bologna, 活動：1390年頃 - 1410年頃）、フランドル出身ではあるがパドヴァのヨハンネス・チコーニア（Johannes Ciconia, 1370年頃 - 1412年）が挙げられ、彼らはアルス・スブティリオルの作曲家とも良く交流していた事が知られている。一方、同時期のイタリア人作曲家であったマッテオ・ダ・ペルージャやフィリップス・デ・カゼルタ、アントネッロ・デ・カゼルタ等は、フランス語のバラードやヴィルレー、ロンドーなどの作品が主体であり、アルス・スブティリオルの作曲家として捉えられる。

- 初期や盛期の作品は、ロッシ写本（Rossi 215）、サン・ロレンツォ写本（San Lorenzo 2111）、レイナ写本（Reina Codex）、同時期のフィレンツェで作られたスクアルチャルーピ写本（Squarcialupi Codex）、パンチャティーキ写本（Panciatichi 26）等に、また末期の作品は、ボローニャQ15写本（Bologna Liceo Musicale Q15）等に残されている。